# 하세 도형
하세 도형(Hasse圖形, 영어: Hasse diagram)은 부분 순서 집합의 원소들을 표현하기 위해 고안된 표기법으로, 각 원소의 순서 관계를 그래프로 표현한 것이다.
이 도형을 제안한 헬무트 하세의 이름을 따서 만들었으나, 그 이전인 19세기 말에도 같은 표기법을 썼던 기록이 있다.

## 예
집합 {\displaystyle \{x,y,z\}}의 멱집합 원소들에 대해서 부분 집합 관계는 다음과 같이 표현된다.
60의 약수들에 대해서 배수 관계는 다음과 같이 표현된다.